# Slätsporig buktryffel
Slätsporig buktryffel (Hymenogaster luteus) är en svampart som beskrevs av Vittad. 1831. Enligt Catalogue of Life ingår Slätsporig buktryffel i släktet Hymenogaster,  och familjen Strophariaceae, men enligt Dyntaxa är tillhörigheten istället släktet Hymenogaster,  och familjen buktryfflar. Arten är reproducerande i Sverige. Inga underarter finns listade i Catalogue of Life.